# Japan Amateur Radio League

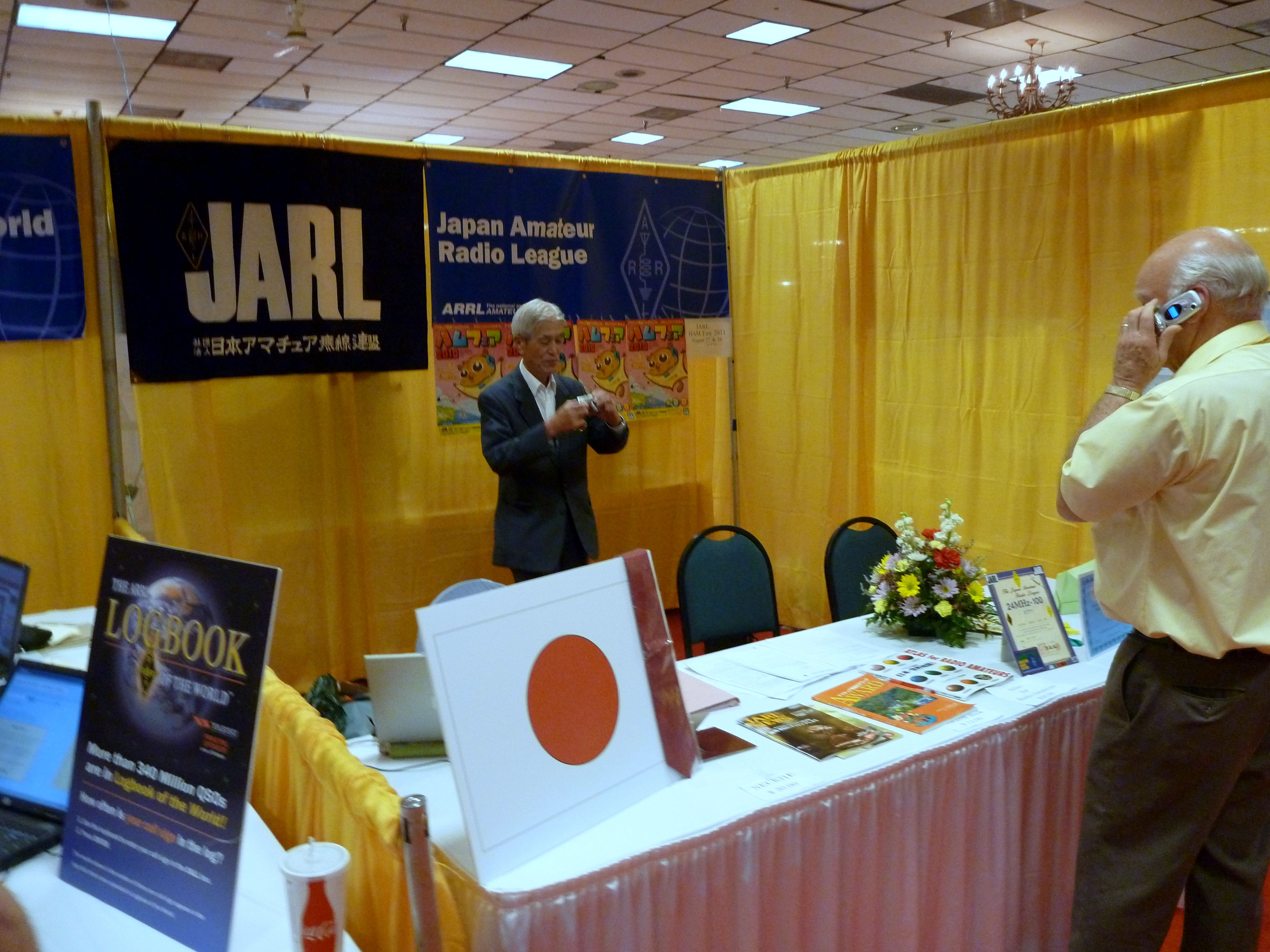
Messestand der JARL in Dayton, Ohio

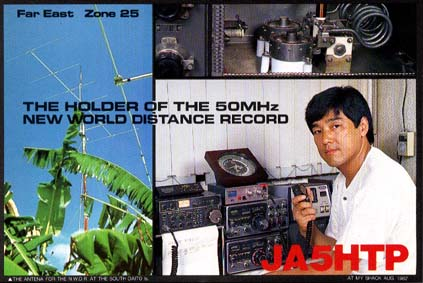
Japanischer Funkamateur

Die Japan Amateur Radio League (JARL), japanisch 日本アマチュア無線連盟 Nihon Amachua Musen Renmei, deutsch wörtlich: „Japan Amateurfunkrelaiskette“, ist der nationale Amateurfunkverband Japans.
Er wurde 1926 durch japanische Funkamateure mit dem Ziel gegründet, Funktechnik zu entwickeln und als Kommunikationsmedium zu nutzen. Einmal jährlich, zurzeit Ende August, veranstaltet die JARL die Ham Fair, eine der weltweit größten internationalen Amateurfunk-Messen.
Die JARL ist nach der ARRL, ihrem amerikanischen Pendant, der zweitgrößte nationale Amateurfunkverband der Welt. Die JARL ist Mitglied in der International Amateur Radio Union (IARU Region 3), der internationalen Vereinigung von Amateurfunkverbänden, und vertritt dort die Interessen der Funkamateure des Landes.